# Ranunculus pectinatilobus
Ranunculus pectinatilobus är en ranunkelväxtart som beskrevs av Wen Tsai Wang. Ranunculus pectinatilobus ingår i släktet ranunkler, och familjen ranunkelväxter. Inga underarter finns listade i Catalogue of Life.